# Чанґо
Про однойменний народ в Америці див. Чанґо (Америка)
Чанґо (угор. csángók, рум. Ceangău, множ.: рум. Ceangăi) — етнічна група мадярів, що мешкає в гірських та передгірських місцевостях Румунської Молдови. Є одна з найменш вивчених етнографічних груп угорців.

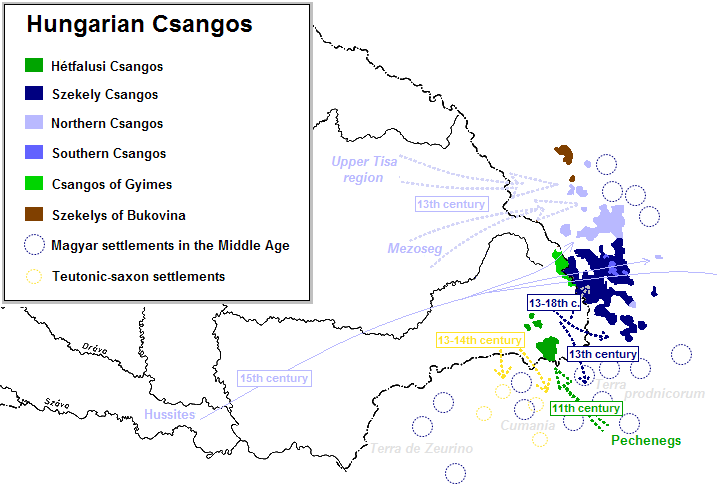
Розселення чанґо

Розселення чанґо та секеїв.

За однією з версій чанґо переселилися в Трансильванію та Молдову з Угорського королівства після західного походу монголів.
На відміну від православного румунського оточення є римо-католиками.
За відомостями ПАРЄ, нині діалектом чанґо розмовляють 60-70 тисяч осіб.
У Румунії (зокрема, серед секеїв) панує переконання, що чанґо — це нащадки секеїв, які переселилися з Трансильванії на протилежний схил Східних Карпат. Проте цьому суперечать виразні антропологічні відмінності. Є версія, що серед предків чанґо були племена циган, що примандрували з Балкан у 14 ст.
Під час комуністичного правління проводилась інтенсивна румунізація угорців, це призвело до того, що нині багато чанґо, на відміну від секеїв, є сильно румунізовані, більшість з них повністю перейшли на румунську мову, або розмовляють суржиком.